# Йоланде ван дер Мер
Йоланде ван дер Мер (нід. Jolande van der Meer; нар. 18 листопада 1964) — колишня нідерландська плавчиня.
Учасниця Олімпійських Ігор 1984 року.
Призерка Чемпіонату Європи з водних видів спорту 1983, 1985 років.